# 三浦涼介
三浦 涼介（みうら りょうすけ、1987年2月16日 - ）は、日本の俳優、歌手。東京都出身。ロハスプロダクションズ所属。PureBoysの元メンバー。

## 略歴
俳優の三浦浩一・純アリス夫妻の三男として生まれる。兄（次兄）は元俳優の三浦孝太。小学6年生のときに受けたオーディションを通じて芸能界入りする。
2002年、映画『おぎゃあ。』で俳優デビュー。同年、『3年B組金八先生』第6シリーズでドラマデビュー。
2005年、特撮テレビドラマ『超星艦隊セイザーX』にケイン / ビートルセイザー役でレギュラー出演する。
2009年7月25日より、安藤龍と共に若手俳優ユニット・PureBoysの一員となる。同年11月発売の初参加シングル「ゼンカイダンス」ではセンターを務めた。2011年11月末日をもってPureBoysを卒業。
2010年9月より『仮面ライダーオーズ/OOO』のアンク / 泉信吾役で、『超星艦隊セイザーX』以来5年ぶりに特撮ヒーロー番組にレギュラー出演となった。
2012年7月、シングル「夏だよHONEY!!」でSONIC GROOVEからソロデビュー。
2016年1月22日、ぱれっとから独立してローズミュージックの所属となったことを発表した。
2018年9月1日、ローズミュージックから円満退社し、フリーランスとなったことを発表した。
2019年9月30日、同年10月1日よりジュデコンの所属となることを発表した。
2023年2月16日、所属していたジュデコンを同年2月いっぱいで退所することをTwitterで発表した。また2023年2月21日には同年3月より株式会社ロハスプロダクションズの所属となることを発表した。

## 人物・エピソード
- 舞台『bambino』で共演した寿里、岡田亮輔と誕生日が同じで、2007年2月に20歳になった際には舞台の共演者が集まり3人同時の誕生日会を開いた[10]。
- 『セイザーX』に出演したことを誇りに思っており、DVDも全巻所持している[11]。
- 高所恐怖症であり、『仮面ライダーオーズ/OOO』でアンクを演じた際に、高いところで演技することに苦労したという[12]。また、アンクが人を馬鹿にする「ハァ」のセリフは三浦のアドリブから生まれたものである[13]。『オーズ』の終盤撮影中、近くにいた子供から「アンクが消えてしまうと困る」と玩具のコアメダルを渡され、役を忘れて泣いてしまったという。
- 『オーズ』共演者であった渡部秀とは、互いに「渡部はガツガツ系で、三浦は人見知り系と性格が逆」「最初は、性格の違いから波長が合わずよく喧嘩した」と明かしているが、撮影終了時には良き相棒になったとブログで語っている[14][15]。『オーズ』終了から年月が経ち渡部と会うことが少なくなっても友人であることは変わりなく、互いのイベントやラジオなどにゲスト出演して思い出話をしている[16][17]。

## 出演

### 映画
- おぎゃあ。（2002年） - キジュマル 役
- 夢追いかけて 浜名湖発→学び座（2003年） - 東野正 役
- 劇場版 超星艦隊セイザーX 戦え!星の戦士たち（2005年） - ケイン 役[3]
- リアル鬼ごっこ（2008年） - 鈴木誠 役
- ALLDAYS 二丁目の朝日（2008年） - 主演・目黒真雄 役
- 僕らの方程式（2008年） - 横松タカフミ 役
- 劇場版 カンナさん大成功です!（2009年） - 鈴木 役
- 書の道（2009年） - 立浪陽介 役
- のだめカンタービレ 最終楽章 後編（2010年） - ロラン・シュヴァリエ 役
- BECK（2010年） - 宮沢学 役
- 仮面ライダーシリーズ
  - 仮面ライダー×仮面ライダー オーズ&ダブル feat.スカル MOVIE大戦CORE（2010年） - アンク 役
  - オーズ・電王・オールライダー レッツゴー仮面ライダー（2011年） - アンク / 泉信吾 役
  - 劇場版 仮面ライダーオーズ WONDERFUL 将軍と21のコアメダル（2011年） - アンク / 泉信吾 役
  - 仮面ライダー×仮面ライダー フォーゼ&オーズ MOVIE大戦MEGA MAX（2011年） - アンク 役
  - 仮面ライダー平成ジェネレーションズ FINAL ビルド&エグゼイドwithレジェンドライダー（2017年） - アンク 役[18][19]
- PIECE 〜記憶の欠片〜（2012年） - 零 役
- カルト（2013年） - NEO 役
- るろうに剣心 京都大火編（2014年） - 沢下条張 役
- 星くず兄弟の新たな伝説（2018年） - カン 役
- 遮那王 お江戸のキャンディー3（2019年11月22日） - 弁慶 役
- るろうに剣心 最終章 The Final（2021年4月23日） - 沢下条張 役

### テレビドラマ
- 3年B組金八先生 第6シリーズ 第14話（2002年1月、TBS） - シゲル 役
- こちら本池上署 第2話（2003年4月、TBS） - 瀬戸昌男 役
- ライオン先生（2003年10月 - 12月、よみうりテレビ・日本テレビ） - 安倍光一 役
- ごくせん 第2シリーズ（2005年1月 - 3月、日本テレビ） - 武藤涼介 役
- 超星艦隊セイザーX（2005年10月 - 2006年6月、テレビ東京） - ケイン / ビートルセイザー 役
- 恋のから騒ぎ ドラマスペシャル「荷台に乗せられた女」（2006年9月、日本テレビ） - 優 役
- ドラマ30 家族善哉（2007年1月、毎日放送・TBS） - 畑中 役
- 美味學院（2007年4月 - 6月、テレビ東京） - マシュー・ペリエ 役
- 女子アナ一直線!（2007年7月 - 9月、テレビ東京） - 池田徹平 役
- のだめカンタービレ in ヨーロッパ（2008年1月、フジテレビ） - ロラン・シュヴァリエ 役
- 1ポンドの福音 第7・8話（2008年2月 - 3月、日本テレビ） - ホスト 役
- 東京ゴースト・トリップ 第1話（2008年4月、東京MXテレビほか） - 久本壱也 役
- 音女 第7話（2008年4月、テレビ朝日） - うた 役
- シバトラ〜童顔刑事・柴田竹虎〜（2008年7月 - 9月、フジテレビ） - 金沢岳 役
  - シバトラ 〜童顔刑事!史上最大の危機スペシャル（2009年5月、フジテレビ） - 金沢岳 役
  - シバトラ 〜さらば、童顔刑事スペシャル（2010年5月、フジテレビ） - 金沢岳 役
- 相棒Season7 第17話（2009年3月、テレビ朝日） - 安原慎一 役
- 仮面ライダーシリーズ
  - 仮面ライダーディケイド 第10・11話（2009年3月 - 4月、テレビ朝日） - 百瀬 役
  - 仮面ライダーオーズ/OOO（2010年9月 - 2011年8月、テレビ朝日） - アンク / 泉信吾 役
- 名探偵の掟 第2話（2009年4月、テレビ朝日） - 宮本治 役
- BOSS 第4・5話（2009年5月、フジテレビ） - 武田弘之 役
- おとり捜査官・北見志穂
  - おとり捜査官・北見志穂14（2010年8月、テレビ朝日） - 田中邦和 役
  - おとり捜査官・北見志穂17（2013年6月、テレビ朝日） - 吉田優也 役
- 女医・倉石祥子 〜死の研究室〜（2013年8月、フジテレビ） - 木下健太 役
- 警部補 矢部謙三2 第7話・最終話（2013年8月、テレビ朝日） - 渥地小五郎 役
- 私の嫌いな探偵 第5話（2014年2月、テレビ朝日） - 辰巳千昭 役
- 天使と悪魔-未解決事件匿名交渉課- 第6話（2015年5月、テレビ朝日） - 西村泰史 役
- 妻と飛んだ特攻兵（2015年8月、テレビ朝日） - 木下達夫 役
- 人形佐七捕物帳（2016年10月 - 2017年3月、BSジャパン） - 辰五郎 役
- おみやさんスペシャル2（2016年10月、テレビ朝日） - 田村翔一 役
- 遺留捜査 第5シリーズ 最終話（2018年9月13日、テレビ朝日） - 高橋尚也 役
- タリオ 復讐代行の2人  第1話（2020年10月9日、NHK総合） - 財津宏樹 役
- 小吉の女房2 第6話（2021年5月7日、NHK BSプレミアム） - 佐久間象山 役
- 顔だけ先生（2021年10月9日 - 12月18日、東海テレビ） - 早坂優一 役
- 科捜研の女 Season21 第16話（2022年3月24日、テレビ朝日） - 古江美智流 役
- 君とゆきて咲く〜新選組青春録〜（2024年4月25日 - 9月12日、テレビ朝日） - 芹沢鴨 役[20]

### バラエティ
- 天才てれびくんMAX「大迷宮冒険記 第6話 シンデレラストーリーは突然に」（2007年11月 - 12月、NHK教育） - サラストン・アフロック 役
- PureBoys The Pure（2009年10月 - 12月、BSフジ）

### オリジナルビデオ
- 峠最速バトル 〜ドリフト86伝説〜（2010年3月5日、クロックワークス） - ケンジ 役
- 仮面ライダーオーズ 10th 復活のコアメダル（2022年8月24日、Vシネクスト） - アンク / 泉信吾 役[21]

### 舞台
- スター誕生（2004年）
- 手を挙げろ!健康強盗だ（2006年） - 杉本ミノル 役
- bambino（2006年） - 優 役
- bambino+（2006年）
- bambino.2（2007年）
- すけだち（2007年）
- ハロルド&モード（2007年） - 主演・ハロルド 役
- bambino+ in YOKOHAMA（2007年）
- Calli〜炎の女カルメン〜（2008年）
- bambino+ in apple（2008年）
- bambino.3&+（2009年）
- コントン・クラブ（2009年）
- MATERIAL（2010年） - 蓮 役
- 7Guys Gone〜七つの心の忘れもの〜（2010年）
- 音楽劇 ACT泉鏡花（2010年）
- bambino. FINAL!（2012年）
- abc★赤坂ボーイズキャバレー『2回表!』〜喝! & 勝つ!〜（2011年） - 光石弘紀 役
- ボクの四谷怪談（2012年）
- わたしを離さないで（2014年） - もとむ 役
- ショーシャンクの空に（2014年） - トミー・ウィリアムズ 役
- ヴェローナの二紳士（2015年） - プローティアス 役
- ミュージカル『手紙』（2016年） - 武島直貴 役
- ミュージカル黒執事 〜NOAH'S ARK CIRCUS〜（2016年） - ジョーカー 役
- 空想組曲vol.14『どうか闇を、きみに』（2017年） - 男 役
- グランギニョル（2017年） - ゲルハルト・フラ 役
- 失なわれた藍の色（2017年）
- ミュージカル『1789 -バスティーユの恋人たち-』（2018年） - ロベスピエール 役
- 浪漫活劇 るろうに剣心（2018年） - 四乃森蒼紫 役
- ミュージカル『ロミオ＆ジュリエット』（2019年） - ベンヴォーリオ 役
- ミュージカル『エリザベート』（2019年） - ルドルフ 役
- ミュージカル『ラヴズ・レイバーズ・ロスト - 恋の骨折り損 -』（2019年） - ファーディナンド 役
- メアリ・スチュアート（2020年） - サー・エドワード・モーティマー 役
- ミュージカル『マタ・ハリ』(2021年） - アルマン 役
- ミュージカル『銀河鉄道999 THE MUSICAL』(2022年） - キャプテン・ハーロック 役
- 舞台『呪術廻戦』(2022年） - 五条悟 役
  - 舞台『呪術廻戦』-京都姉妹校交流会・起首雷同-（2023年 - 2024年）[22]
  - 舞台『呪術廻戦 0』WITH LIVE BAND（2024年 - 2025年）[23]
  - 舞台『呪術廻戦』-懐玉・玉折-（2025年公演予定）[24]
- ミュージカル 『フィスト・オブ・ノーススター～北斗の拳～』(2022年） - レイ 役
- ハイブリッド･イマーシブシアター「同窓会～優しくて残酷な彼を偲んで～」（2023年） - 三村玲一 役
- 舞台「桜姫東文章」（2023年） - 桜姫 役
- オイディプス王（2023年 - 2024年） - オイディプス 役[25]
- Song Storytelling in BAROOM「銀河鉄道ノ夜」（2023年） - カムパネルラ 役　他
- 朗読劇「源平刀剣七夜譚」-大山祇神社- 世界遺産劇場extra（2023年）[26]
- 舞台「SaGa THE STAGE 〜再生の絆〜」（2024年） - バルテルミー 役
- Daiwa House Special 地球ゴージャス三十周年記念公演「儚き光のラプソディ」（2024年）[27]
- ブラックジャックによろしく（2024年） - 主演（今江大地とW主演）[28]
- 音楽朗読劇「手紙」（2024年） - 直貴 役[29]
- リーディングシアター『GOTT 神』（2024年） - 倫理委員会の委員長 役[30]
- DisGOONie Presents Vol.14 reading mindfulness『chill moratorium』チルモラトリアム（2024年）[31]
- リーディングミュージアム〜東京国立博物館〜『東京方舟博覧記』（2024年）[32]
- 統芸能×朗読劇 和がたりシリーズ〜湊川神社神能殿〜『楠俤』（2025年）[33]
- 舞台『Take Me Out』2025（2025年） - キッピー・サンダーストーム 役[34]
- Reading Musical『BEASTARS』episode1（2025年公演予定） - 主演・レゴシ 役（歌い手・読み手）[35]
- 萩・京都維新物語 世界遺産朗読劇『幕末松風録〜萩の章〜』（2025年公演予定） - 吉田松陰 役[36]

### ネットドラマ
- KOI☆AGE〜恋するアゲハ（2009年5月、BeeTV） - 黒瀬猛 役
- ネット版 オーズ・電王・オールライダー レッツゴー仮面ライダー 〜ガチで探せ!君だけのライダー48〜（2011年3月、テレ朝動画 他） - アンク 役
- ネット版 仮面ライダーオーズ ALLSTARS 21の主役とコアメダル（2011年7月、テレ朝動画 他） - アンク 役
- マイルノビッチ（2021年2月12日 - 4月2日、Hulu） - 木下ふわり 役[37]
- オーズ10th 仮面ライダーバース バースX誕生秘話（2022年7月3日、東映特撮ファンクラブ） - アンク 役

### ゲーム
- 仮面ライダー クライマックスヒーローズ フォーゼ（2011年、Wii・PSP） - アンク 役
- 仮面ライダーバトル ガンバライド（2011年1月20日、アーケード） - アンク 役
- オール仮面ライダー ライダージェネレーション（2011年、DS） - アンク 役
- 仮面ライダー 超クライマックスヒーローズ（2012年、Wii・PSP） - アンク 役
- 仮面ライダー バトライド・ウォー（2013年、PS3） - アンク 役[38]
- スーパーヒーロージェネレーション（2014年、PS3・PS Vita） - アンク 役
- 仮面ライダー ブットバソウル（2017年7月） - アンク / 泉信吾、百瀬 役[39]
- 仮面ライダーバトル ガンバライジング（2017年 - 2022年、アーケード） - アンク / 仮面ライダーオーズ タジャドルコンボエタニティ[40] 役
- 仮面ライダー シティウォーズ（2020年、iOS / Android） - アンク（グリード態） 役[41]
- 仮面ライダーバトル ガンバレジェンズ（2023年、アーケード） - アンク / 仮面ライダーオーズ タジャドルコンボエタニティ 役

### ラジオ
- あさステ!（2018年10月 - 、文化放送 超!A&G+）

### ラジオドラマ
- 青春アドベンチャー（NHK-FM）
  - 海の綺士団 -Umi no kishidan-（2025年4月・全15回） - ドラグート 役[42]

### CM
- P&Gミューズ（1993年）※三浦浩一&純アリスファミリー名義
- 寺原自動車学校（熊本市） テラバル大型二輪開校20周年企画CM[43]（2016年・2017年） - 2023年現在も同校CMに出演中。

### 玩具
- COMPLETE SELECTION MODIFICATION OOO DRIVER（2018年6月） - アンク、システム音声 役
- TAMASHII Lab アンク（2020年6月） - アンク 役
- COMPLETE SELECTION MODIFICATION オーズドライバー コンプリートセットver.10th（2022年9月）
- COMPLETE SELECTION MODIFICATION オーズドライバー オースキャナーver.10th（2022年9月）
- COMPLETE SELECTION MODIFICATION オーズドライバー ver.10th（2022年9月）

## 作品
※PureBoysの作品は該当頁参照。

### シングル
- 夏だよHONEY!!（2012年7月11日）
- 君へのX'mas Song（2012年11月21日）
- escape（2013年5月22日）
- PEARL/Get Up（2015年2月11日）

### アルバム
- RYOSUKE MIURA SUMMER LIVE 2012（2014年8月13日）
- COLOR（2016年12月7日）[44]
  - 特典DVD「三浦涼介、富士山登頂への軌跡!」が収録され、ナレーションは父の浩一が担当した。

### DVD
- Bitter,milky taste〜苦い、ミルクの味〜（2008年3月19日、ポニーキャニオン）
- From LA with LOVE 三浦涼介（2013年1月25日、ジャパンタイム）

### タイアップ
| 曲名                                  | タイアップ                                     |
| ------------------------------------- | ---------------------------------------------- |
| JUSTICE〜ただ君のすべてを見つめている | BSジャパンテレビドラマ『人形佐七捕物帳』主題歌 |

### キャラクターソング
| 発売日        | 商品名                                      | 歌                                             | 楽曲                                                          | 備考                                                                                           |
| ------------- | ------------------------------------------- | ---------------------------------------------- | ------------------------------------------------------------- | ---------------------------------------------------------------------------------------------- |
| 2010年7月27日 | 仮面ライダーオーズ Full Combo Collection    | 火野映司（渡部秀）、アンク（三浦涼介）         | 「Time judged all」 「Time judged all 〜OOO dialogue ver.〜」 | テレビドラマ『仮面ライダーオーズ/OOO』挿入歌                                                   |
| 2010年8月3日  | 手をつなごう〜マツケン×仮面ライダーサンバ〜 | 松平健 feat.映司（渡部秀）・アンク（三浦涼介） | 「手をつなごう〜マツケン×仮面ライダーサンバ〜」               | 映画『劇場版 仮面ライダーオーズ WONDERFUL 将軍と21のコアメダル』主題歌                         |
| 2019年5月1日  | 平成仮面ライダー20作記念ベスト              | 火野映司（渡部秀）、アンク（三浦涼介）         | 「Time judged all 〜8 years later〜」                         | 映画『仮面ライダー平成ジェネレーションズ FINAL ビルド&エグゼイドwithレジェンドライダー』関連曲 |

## 写真集
- 苦い、ミルクの味（2008年2月13日、学習研究社 ISBN 978-4-05-403637-6）
- 三浦涼介（2011年12月15日、東京ニュース通信社 ISBN 978-4-86336-184-3）
- +(PLUS) MIURA RYOSUKE（2012年12月14日、東京ニュース通信社 ISBN 978-4-86336-276-5）